# Jabuke, Danilovgrad
Jabuke este un sat din comuna Danilovgrad, Muntenegru. Conform datelor de la recensământul din 2003, localitatea are 27 de locuitori (la recensământul din 1991 erau 45 de locuitori).

## Demografie
În satul Jabuke locuiesc 20 de persoane adulte, iar vârsta medie a populației este de 43,1 de ani (39,1 la bărbați și 47,0 la femei). În localitate sunt 9 gospodării, iar numărul mediu de membri în gospodărie este de 3,00.
Populația localității este foarte eterogenă.
|  |

| Demografie | Demografie | Demografie |
| An         | Locuitori  | Locuitori  |
| ---------- | ---------- | ---------- |
|            |            |            |
|            |            |            |
|            |            |            |
|            |            |            |
| 1948       | 142        |            |
| 1953       | 152        |            |
| 1961       | 131        |            |
| 1971       | 115        |            |
| 1981       | 65         |            |
| 1991       | 45         | 45         |
| 2003       | 27         | 27         |

| \| Componența etnică conform recensământului din 2003[2] \| Componența etnică conform recensământului din 2003[2] \| Componența etnică conform recensământului din 2003[2] \| Componența etnică conform recensământului din 2003[2] \| Componența etnică conform recensământului din 2003[2] \| \| ----------------------------------------------------- \| ----------------------------------------------------- \| ----------------------------------------------------- \| ----------------------------------------------------- \| ----------------------------------------------------- \| \| \| \| \| \| \| \| Muntenegreni \| Muntenegreni \| \| 15 \| 55,55% \| \| Sârbi \| Sârbi \| \| 8 \| 29,62% \| \| necunoscută \| necunoscută \| \| 0 \| 0% \| |              |  |    |        |
| Componența etnică conform recensământului din 2003 |              |  |    |        |
| |              |  |    |        |
| Muntenegreni | Muntenegreni |  | 15 | 55,55% |
| Sârbi | Sârbi        |  | 8  | 29,62% |
| necunoscută | necunoscută  |  | 0  | 0%     |